# Корейво, Витольд-Чеслав Симфорианович
Витольд-Чеслав Симфорианович Корейво (1859—1938) — военный юрист, участник Русско-турецкой войны 1877—1878 годов, Русско-японской войны 1904—1905 годов и Первой мировой войны, член Главного военного суда, генерал-лейтенант Русской императорской армии, военный специалист РККА.

## Биография
Из дворян Ковенской губернии. Католического вероисповедания. Его отец Симфориан Викентьевич Корейво был подполковником Русской императорской армии и служил в крепости Бендеры, где и родился Витольд-Чеслав; старший брат — Пётр Симфорианович Корейво (1856—1923) также посвятил себя военной службе и занимал высокие посты по военно-судебному ведомству, дослужившись до чина генерал-лейтенанта.
Получив образование в Полоцкой военной гимназии, Корейво 3 сентября 1875 поступил на военную службу и по окончании 2-го военного Константиновского училища был выпущен в армию с чином подпоручика (22 мая 1877 года), затем переведён в лейб-гвардии Гренадерский полк чином прапорщика. В составе полка участвовал в Русско-турецкой войне 1877—1878 годов, был ранен, за отличие в боях получил 3 боевых ордена и был произведён в подпоручики (16 апреля 1878 года).
Поступив в Военно-юридическую академию, поручик (17 апреля 1883 года) лейб-гвардии Гренадерского полка Корейво окончил курс академии по 1-му разряду (1883 год) и перешёл на службу в военно-судебное ведомство с переименованием в штабс-капитаны. С 31 мая 1884 года он являлся помощником военного прокурора Киевского военно-окружного суда, затем служил в Петербургском военно-окружном суде на должностях военного следователя (26 мая 1887 года — 26 августа 1891 года) и помощника военного прокурора (26 августа 1891 года — 7 ноября 1901 года), получив за это время чины капитана (29 марта 1885 года), подполковника (24 апреля 1888 года) и, за отличие по службе, полковника (30 августа 1892 года).
7 ноября 1901 года Корейво был назначен военным судьёй Московского военно-окружного суда и вскоре, 6 декабря, произведён в генерал-майоры. После начала Русско-японской войны 1904—1905 годов был командирован на Дальний Восток и назначен заведующим военно-судной частью при командующем Маньчжурской армией, с оставлением в ранее занимаемой должности (22 мая 1904 года). 29 ноября 1904 года назначен заведующим военно-судной частью при Главнокомандующем сухопутными и морскими силами, действующими против Японии, и оставался в этой должности до окончания войны.
11 марта 1906 года Корейво был назначен военным прокурором Петербургского военно-окружного суда и 6 декабря 1907 года произведён в генерал-лейтенанты. Среди дел участников первой русской революции 1905—1907 годов, рассматривавшихся судом при его участии, наиболее известным был состоявшийся 26 августа 1906 года процесс З. В. Коноплянниковой, приговорённой за убийство генерал-майора Г. А. Мина к смертной казни.
3 мая 1909 года генерал-лейтенант Корейво был назначен председателем Петербургского военно-окружного суда, а 2 февраля 1911 года перешёл на должность помощника начальника Главного военно-судного управления и главного военного прокурора (этот пост в указанные годы занимал генерал А. С. Макаренко). Эту должность Корейво занимал в течение 6 лет вплоть до Февральской революции 1917 года; во время Первой мировой войны 1914—1918 годов направлялся в особую командировку в действующую армию, за что 11 мая 1915 года ему была объявлена Высочайшая благодарность. Служба Корейво в период войны была отмечена орденами Белого орла и Святого Александра Невского.
Временное правительство вскоре после прихода к власти провело радикальное обновление руководящего состава Главного военно-судного управления и Главного военного суда: были уволены от службы главный военный прокурор А. С. Макаренко и его помощник В. Е. Игнатович, председатель Главного военного суда С. А. Быков и четверо из пяти постоянных членов суда. В числе лиц, определённых на освободившиеся вакансии, был Корейво, назначенный 31 марта 1917 года постоянным членом Главного военного суда.
В качестве постоянного члена этого суда Корейво прослужил до Октябрьской революции 1917 года. К установлению Советской власти отнёсся лояльно. В связи с упразднением Главного военного суда 17 января 1918 года уволен от службы приказом народного комиссара по военным делам. После отставки первоначально (с мая 1918 года) работал в Комиссариате финансов Северной области, а 15 апреля 1919 года добровольно вступил в РККА, заняв должность окружного юрисконсульта штаба Западного военного округа (штаб округа находился в Смоленске).
По окончании Гражданской войны 1918—1920 годов уволен из кадров РККА в отставку по возрастному цензу (как достигший 60 лет) (10 ноября 1920 года), но продолжал работать до 1923 года в военно-учебных заведениях, являясь преподавателем военной администрации на Смоленских кавалерийских курсах, командных курсах Всевобуча Западного военного округа, военно-инженерном отделении Объединённых высших военных курсов того же округа. Одновременно работал в Смоленском губернском совнархозе (в 1920—1923 годах), Смоленском губернском суде (в 1923—1924 годах) и Смоленском банке (в 1925—1928 годах). В июле 1928 года вышел на пенсию как инвалид труда и проживал с семьёй дочери в Ленинграде.
После убийства 1 декабря 1934 года С. М. Кирова Екатерина Витольдовна Ковтун, работавшая в Электротехническом институте, постановлением Особого совещания при Управлении НКВД по Ленинградской области от 26 марта 1935 года вместе с членами своей семьи (включая отца) была выслана из Ленинграда на 5 лет «как дочь потомственного дворянина и генерала» и выбрала в качестве места проживания Куйбышев. В 1936 году Корейво удалось добиться отмены постановления о высылке семьи дочери, но так как по отношению к нему самому запрет на проживание в Ленинграде сохранялся, семья осталась на жительстве в Куйбышеве.
Дальнейшим репрессиям не подвергался, скончался от воспаления лёгких в возрасте 79 лет 29 ноября 1938 года и был похоронен в Куйбышеве на городском кладбище.

## Награды
За свою службу Корейво был награждён многочисленными орденами, в их числе:
- Орден Святой Анны 4-й степени с надписью «За храбрость» (1877 год)
- Орден Святого Станислава 3-й степени с мечами и бантом (1878 год)
- Орден Святой Анны 3-й степени с мечами и бантом (1878 год)
- Орден Святого Станислава 2-й степени (1893 год)
- Орден Святой Анны 2-й степени (1895 год)
- Орден Святого Владимира 4-й степени (1898 год)
- Орден Святого Владимира 3-й степени (1904; 19 декабря того же года пожалованы мечи к этому ордену)
- Орден Святого Станислава 1-й степени с мечами (1905 год)
- Орден Святой Анны 1-й степени с мечами (13 октября 1905 года)
- Орден Святого Владимира 2-й степени (1911 год)
- Орден Белого орла (6 декабря 1914 года)
- Орден Святого Александра Невского (22 марта 1915 года)